# هانس غوتس
هانس غوتس (بالألمانية: Hans Götz)‏ هو عسكري ألماني، ولد في 2 يونيو 1919 في شتوتغارت في ألمانيا، وتوفي في 4 أغسطس 1943 في كاراتشيف في روسيا.